# Ежина, Антонио
Антонио Ежина (хорв. Antonio Ježina; род. 5 июня 1989[…], Шибеник) — хорватский футболист, вратарь.

## Клубная карьера
Профессиональную карьеру начал в 2007 году в «Задаре». Дебют состоялся 22 сентября 2007 года в матче против «Славен Белупо» (4-2). В составе клуба принял участие в 79 матчах. Сезон 2013/14 защищал ворота «Истра 1961». В феврале 2014 года перешёл в состав столичного «Динамо».

## Карьера за сборную
Единственное выступление за национальную сборную Хорватии состоялось 10 сентября 2013 года в товарищеском матче против Южной Кореи. Тогда Ежина заменил на 3 дополнительной минуте второго тайма другого дебютанта — Дарио Крешича, который получил травму.